# Ménsula con escena de Filis cabalgando a Aristóteles
  La Ménsula con escena de Filis cabalgando a Aristóteles, es una pieza (confeccionada en piedra caliza esculpida, con restos de dorado y policromado) anónima, que fue descubierta en unas excavaciones a raíz de unos derribos en la Almoina de la ciudad de Valencias. La obra es de estilo gótico y está datada del siglo XIV. Actualmente forma parte de la colección permanente del Museo de historia de Valencia.

## Contexto histórico de la temática
El ‘’Lai d’Aristote’’ es una fábula atribuida a Henri de Valenciennes, cuya lección moral celebra el poder absoluto del amor. Se trata de un breve poema narrativo donde se cuenta como Alejandro Magno, durante sus campañas orientales, conoció a la joven cortesana india Filis de la que se enamora perdidamente desatendiendo los asuntos de la guerra. Cuando Aristóteles, precepto de Alejandro Magno, descubre el enamoramiento, intenta corregir la nueva actitud de su alumno, razón por la cual Alejandro abandona a Filis. La joven abandonada no se toma bien la participación del filósofo en su desengaño amoroso y decide vengarse de él, intentando distraerlo cuando Aristóteles está centrado en la redacción de sus libros. La joven canta y baila con sensualidad bajo la ventana del filósofo, provocándolo al anciano, el cual está dispuesto a complacer a la joven, a cambio de sus favores sexuales, permitiéndole cabalgarle mientras la pasea por el jardín. El momento es visto por Alejandro, quien había sido avisado por Filis, lo cual hace que se ría de su preceptor, el cual se percata y admite humildemente, la fuerza de la pasión entre los jóvenes, al comprobar que ni él mismo se ha visto libre de ella.

## Descripción
Se trata de una ménsula de fábrica de  piedra caliza, en la que quedan restos de policromía en rojo, azul y dorado. Se considera formó parte del arranque de uno de los arcos del desaparecido  edificio de la Almoina, que debía estar situado frente a la catedral y el palacio del obispo de Valencia, que albergó en algún momento el aula de una escuela episcopal donde se impartía teología y filosofía.
La ménsula presenta la representación esculpida de un hombre anciano, con el rostro cabizbajo, a cuatro patas y sobre él se sienta una mujer, con una larga y pesada túnica, en una actitud en la que parece arrearle con su diestra alzada con un látigo o bastón, que ha desaparecido en la actualidad. Puede observarse en el relieve una gran vegetación, que puede dificultar la interpretación de la escena. Esta representación es una clara alusión a la leyenda medieval de Aristóteles y Filis, derivada del “Lai d’Aristote”.
Como solía hacerse con este tipo de ménsula, la representación se acopla perfectamente al volumen, forma y función de la repisa, sobresaliendo el extremo superior por encima de la escena dando lugar a una moldura.